# Pangrapta pratti
Pangrapta pratti är en fjärilsart som beskrevs av Bethune-Baker 1906. Pangrapta pratti ingår i släktet Pangrapta och familjen nattflyn. Inga underarter finns listade i Catalogue of Life.